# コミ・ペルミャク人
コミ・ペルミャク人（コミ・ペルミャクじん、コミ・ペルミャク語: коми морт;　ロシア語: Ко́ми-пермяки́;  英語: Komi-Permyaks）とは、ウラル語族フィン・ウゴル系民族コミ人の一派である。

## 概要
コミ・ペルミャク人はコミ人の一派で、ロシア連邦沿ヴォルガ連邦管区ペルミ地方のコミ・ペルミャク管区（旧コミ・ペルミャク自治管区）に居住している。コミ語の方言であるコミ・ペルミャク語を話す。
20世紀までは単にペルミャク人と呼ばれていた。ペルミャクはコミ・ペルミャク語で「国境の外の土地」を意味する「ペラ・マア」に由来する。主に東方正教を信仰し、伐採や製材を中心とする林業と酪農を営んでいる。